# Cordella
Die Cordella war ein 1973 gebauter britischer Trawler, den die Royal Navy 1982 im Falklandkrieg als Minensuchboot einsetzte. Anschließend fuhr er unter verschiedenen Namen weiter in der Fischerei und war kurzzeitig Fischereischutzboot. 2006 ist der Trawler vor Neufundland gesunken.

## Bau und technische Daten
Das Schiff wurde vom Fischereiunternehmen „J. Marr & Son Ltd.“ aus Hull, in Auftrag gegeben und bei der zu Swan Hunter gehörenden Clelands Shipbuilding Company in Wallsend unter der Baunummer 323 auf Kiel gelegt. Beim Stapellauf am 7. Februar 1973 erhielt es den Namen Cordella – ein Mädchenname, der wie bei allen Schiffen des Unternehmens auf „-ella“ endete. Am 26. Mai des Jahres erfolgte die endgültige Fertigstellung und Ablieferung an die Reederei.
Ihre Länge betrug 70,20 Meter, sie war 12,74 Meter breit und wies einen Tiefgang von 8,14 Metern auf. Ihre Tonnage betrug 1238 BRT bzw. 427 NRT. Der Antrieb bestand aus einem Siebenzylinder-Mirrlees Blackstone-Dieselmotor aus Stockport, der 3246 bhp erzielte und auf eine Schraube wirkte. Er ermöglichte eine Geschwindigkeit von 17,0 Knoten, die Seeausdauer betrug 60 Tage. Die Mannschaft bestand aus 26 bis 30 Mann.

## Geschichte

### TrawlerCordellain Hull
Nach Ablieferung ließ „J. Marr & Son“ die Cordella im Mai 1973 wie alle Schiffe des Unternehmens in Hull registrieren, dem Trawler wurde das Fischereikennzeichen H 177 zugewiesen. Das seit dem 19. Jahrhundert ansässige Unternehmen war eine der beiden großen Fischereifirmen in Hull. Aufgrund ihrer gelben Farbgebung wurden die Schiffe der Reederei dort auch als „Bananenboote“ bezeichnet. Ihr Einsatz erfolgte vornehmlich in der nordatlantischen Kabeljaufischerei.

### Minensucher im Falklandkrieg

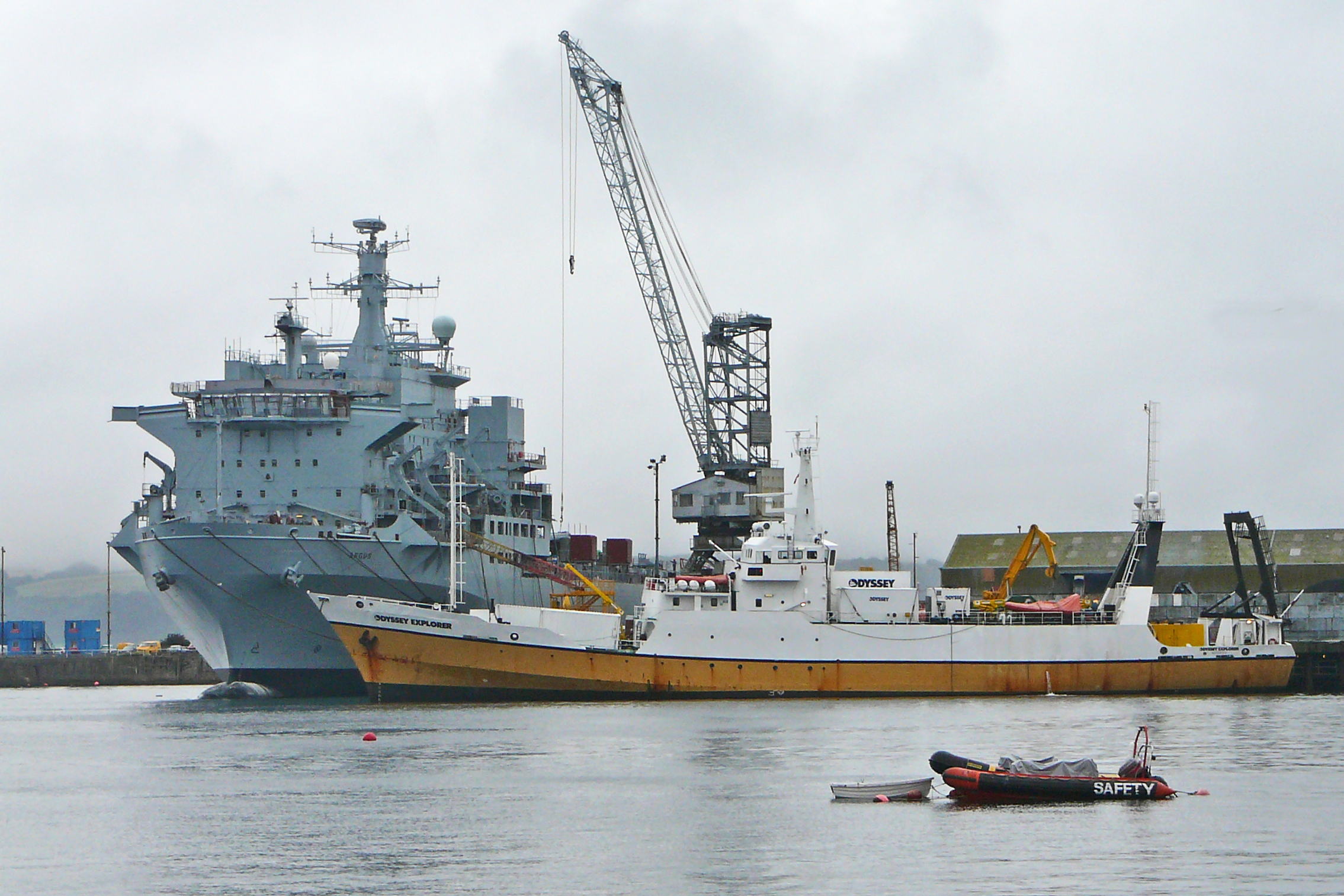
Die frühere Farnella im Jahr 2009 als Odyssey Explorer

Nach Beginn des Falklandkrieges requirierte das Verteidigungsministerium des Vereinigten Königreichs die Cordella zusammen mit den ebenfalls zu J. Marr gehörenden Trawlern Junella, Farnella und Northella sowie vom ebenfalls in Hull ansässigen Unternehmen „British United Trawlers“ den Trawler Pict, um sie als Minensucher einzusetzen. Bei der Auswahl auf die Trawler griff die Marine auf Pläne aus dem Kalten Krieg zurück, da die Minensuchboote der Town-Klasse nicht die Reichweite sowie Seefestigkeit für Operationen im Südatlantik aufwiesen und die neuen Minensuchboote der Hunt-Klasse noch nicht einsatzbereit waren.
Die Cordella wurde am 11. April angefordert, kehrte am 16. April aus den Niederlanden zurück und wurde anschließend bis 24. April in den Rosyth Dockyards zum Minensucher umgerüstet. Sie erhielt Kommunikationsgeräte für den Marinegebrauch, eingelagertes Minengeschirr aus dem Zweiten Weltkrieg und eine Bewaffnung von zwei auf der Brückennock installierten Maschinengewehren. Als HMS Cordella wurde sie wieder in Dienst gestellt und mit Mannschaften des Town-Klasse Minensuchers Upton besetzt. Die Trawler waren die einzigen requirierten Zivilschiffe im Falklandkrieg, die zur Royal Navy eingezogen wurden und das White Ensign trugen. Die Navy fasste die vier Schiffe von J. Marr zur Cordella-Klasse zusammen. Zusammen mit der Pict bildeten sie die eigens für den Einsatz aufgestellte „11th Mine Countermeasures Squadron“, zum Flaggschiff des Minensuchverbandes wurde die Cordella ernannt.
Am 27. April verließ der Verband aus den vier „Ellas“ Portland, dem sich am 30. April der Nachzügler Pict vor der portugiesischen Küste anschloss, und lief über Ascension nach Südgeorgien. Grytviken erreichten die Boote am 26. Mai, zwei Tage später gefolgt von den großen Truppentransportern Queen Elizabeth 2, Canberra und Norland. Die QE2 wurde dort außerhalb der Reichweite der argentinischen Luftwaffe entladen, den Transfer von Truppen, Munition und Material von der QE2 zu Canberra und Norland übernahmen die Cordella und die anderen Boote des „11th Mine Countermeasures Squadron“, ebenso weitere Materialtransporte.
Den ersten Minenräumeinsatz übernahmen Pict und Cordella am 10. Juni: Während die Pict die Einfahrt zum Berkeley Sound kontrollierte, übernahm die Cordella die nicht unbedingt erforderliche Besatzung der Pict und stand zur Unterstützung bereit. Minen wurden bei diesem Einsatz nicht gefunden. In den folgenden Nächten des 12. bis 14. Juni führte die Cordella zusammen mit der Junella und der Pict verdeckte Operationen zur Versorgung von SAS- und SBS-Teams an der Küste der Falklands durch.
Nach der Kapitulation der argentinischen Truppen räumten die Trawler des Verbandes ab 21. Juni die argentinischen Minenfelder vor Port Stanley. Als Flaggschiff beteiligte sich die Cordella nicht direkt an der Räumung der Minen, sondern setzte sich zum Schutz der anderen „Ellas“ an die Spitze des Verbandes. Von den 21 gelegten argentinischen Minen konnte der Verband zehn finden und unschädlich machen. Die übrigen Minen hatten sich entweder losgerissen und waren abgetrieben oder wurden von den Ende Juli eingetroffenen Hunt-Klasse-Minensuchern Brecon und Ledbury mithilfe ihrer Taucher und Tauchboote ausfindig gemacht und geräumt.

### Fischtrawler unter wechselnden Besitzern
Nachdem die Navy das Schiff an J. Marr & Son im November 1982 zurückgegeben hatte, kehrte der Trawler nach Rückbau der Marineeinbauten wieder in den Fischfang der Reederei zurück. 1985 verkaufte „J. Marr & Son“ den Trawler nach Neuseeland, von dort kehrte er jedoch 1992 zum früheren Besitzer nach Hull zurück. Von ihr charterte die Regierung der Falklandinseln und setzte es als Fischereischutzschiff vor den Falklandinseln und Südgeorgien ein. 2000 verkaufte „J. Marr & Son“ den Trawler endgültig – der neue Eigentümer gab dem Schiff den Namen Olga. Wer der Eigentümer war oder auch nur unter welcher Flagge das Schiff fuhr, ist in der Literatur unklar.
Der letzte Verkauf erfolgte 2004 an das lettische Unternehmen Gideon Baltic Ltd. mit Sitz in Riga. Das Unternehmen gab dem Trawler den Namen Gideon und ließ ihn in Dominica registrieren. Auf einer der Fangreisen zur Neufundlandbank brach an Bord des Schiffes Feuer aus, was am 25. Mai 2006 zum Untergang des Trawlers führte. In lettischen Medien wurde kurz nach dem Untergang über einen Versicherungsbetrug mit dem Schiff gemutmaßt.